# 石井規衛
石井 規衛（いしい のりえ、1948年 - ）は、日本の歴史学者。東京大学名誉教授。近現代ロシア史専攻。
　

## 略歴

### 学歴
- 1967年3月　東京都立上野高等学校卒業
- 1967年4月　東京大学教養学部文科３類入学
- 1973年　東京大学文学部西洋史学専修課程卒業
- 1981年　同大学院人文科学研究科西洋史学専門課程単位取得退学

### 職歴
- 1984年　神戸大学文学部助教授
- 1993年　東京大学文学部助教授
- 1994年　同教授
- 1995年　同大学院人文社会系研究科教授
- 2013年　東京大学を定年退職、名誉教授。立教大学文学部特任教授

## 人物
- かなりの愛妻家
- サザンオールスターズを好む

## 著書

### 単著
- 『シリーズソ連社会主義 1917-1991（2）ソビエト政治史を読む』（岩波書店［岩波ブックレット］, 1992年）
- 『文明としてのソ連――初期現代の終焉』（山川出版社, 1995年）

### 訳書
- A・ノーヴ『ソ連経済史』（岩波書店、1982年）
- ロイ・メドヴェージェフ『10月革命』（未來社、1989年）
- マルク・ラエフ『ロシア史を読む』（名古屋大学出版会、2001年）
- オレーク・Ⅴ・フレヴニューク『スターリン　独裁者の新たなる伝記』（白水社、2021年）

### 監修
- 『世界の歴史⑰　レーニンと毛沢東』　(集英社［集英社版・学習漫画］、2002年)